# Cryptoflata obsoleta
Cryptoflata obsoleta är en insektsart som först beskrevs av Melichar 1902.  Cryptoflata obsoleta ingår i släktet Cryptoflata och familjen Flatidae. Inga underarter finns listade i Catalogue of Life.